# Angelo Ramazzotti
Angelo Francesco Ramazzotti, O.Ss.C.A. (Milão, 3 de agosto de 1800 - Crespano del Grappa, 24 de setembro de 1861) foi um clérigo italiano do século XIX. Bispo de Pavia, Patriarca de Veneza, fundador do Pontifício Instituto para as Missões Estrangeiras. Morreu menos de uma semana antes do Papa Pio IX fazê-lo cardeal. Foi declarado Venerável pelo Papa Francisco em 2015.

## Biografia
Angelo Francesco Ramazzotti era o segundo dos dois filhos de Giuseppe Ramazzotti e Giulia Maderna. Estudou na Universidade de Pavia, onde obteve o doutorado in utroque iure em direito canônico e civil, em 10 de agosto de 1823. Durante três anos exerceu a advocacia em Milão; deixou a carreira e entrou no Seminário de Milão em 1826. Recebeu as ordens menores, 22 de dezembro de 1826 e 21 de dezembro de 1827; subdiácono, 14 de março de 1829; diaconato, 4 de abril de 1829.
Ordenado em 13 de junho de 1829 e ingressou nos Oblatos Missionários de Rho, no mesmo dia. Por três vezes reitor de sua escola; realizou trabalho missionário e pregador em Milão e Como durante vinte anos. Usou seus bens para fundar um orfanato-oratório em Saronno. Durante a revolução de 1848 em Milão, deu proteção a crianças abandonadas e os colocou em sua casa para órfãos em Saronno; depois que os austríacos voltaram vitoriosos a Milão, ele devolveu os filhos aos pais. Este ato o tornou célebre nos altos cargos e levou a sua indicação episcopal.
Eleito bispo de Pavia pelo Papa Pio IX em 20 de maio de 1850. Consagrado no dia 30 de junho seguinte, igreja de S. Carlo al Corso, Roma, pelo cardeal Giacomo Filippo Fransoni, auxiliado por Giuseppe Valerga, patriarca latino de Jerusalém, e por Giovanni Domenico Stefanelli, OP, arcebispo titular de Traianopoli di Rhodope.
Seguindo a visão de Pio IX, de criar um seminário que enviasse missionários ao mundo, Mons. Ramazzotti fundou o Seminário Lombardo para Missões Estrangeiras, inaugurado em 30 de julho de 1850, com o apoio do episcopado lombardo; em 1926, por determinação de Pio XI, o seminário se fundiu com o Pontifício Seminário Romano dos Santos Apóstolos Pedro e Paulo para as Missões Estrangeiras, fundado pelo Mons. Pietro Avanzini, transformando-se no Pontifício Instituto para as Missões Estrangeiras (PIME). Mesmo como bispo e patriarca, continuou a seguir a vida do PIME através do diretor que havia escolhido, Mons. Giuseppe Marinoni.
Por ocasião de uma grande enchente que atingiu Pavia, ele correu para os locais onde havia ameaça de água e levou centenas de pobres sem-abrigo para o seu palácio episcopal e ajudou com comida, roupas e outros cuidados.
Promovido à Sé Patriarcal de Veneza, em 15 de março de 1858. Fez sua entrada solene no 16 de maio seguinte. Logo depois, repreendeu seu clero quando nenhum sacerdote quis se apresentar para trabalhar nas paróquias da região mais pobre do Patriarcado, também marcada pela malária; diante disso, Mons. Ramazzotti quis iniciar a visita pastoral daquelas paróquias no dia 8 de junho de 1858 porque eram as mais miseráveis. Assistente no Trono Pontifício, em 2 de março de 1860.
Em 22 de agosto de 1861, foi-lhe enviada a notícia oficial de que seria nomeado cardeal no consistório de 27 de setembro de 1861, mas faleceu três dias antes de sua celebração. Escreveu ao Papa Pio IX tentando dissuadi-lo por causa de sua saúde debilitada (sofrendo de angina de peito) e ao cardeal Giacomo Antonelli, devido a sua precária condição financeira e das despesas envolvidas no recebimento da púrpura, já que gastara sua fortuna para ajudar os necessitados.
O Patriarca Ramazzotti faleceu em 24 de setembro de 1861, em Gherla di Crespano del Grappa, onde foi para recuperar as forças. Exposto na catedral patriarcal de Veneza, onde ocorreu o solene funeral celebrado pelo bispo Antonio Farina, futuro beato. Enterrado na catedral patriarcal. A rigor, Angelo Ramazzotti nunca foi cardeal, pois foi apenas nomeado pelo Papa Pio IX, mas ele é frequentemente referido como tal.
Seus restos mortais foram transferidos para a igreja San Francesco Saverio, anexa à casa mãe do PIME, Milão, em 3 de março de 1958. O cardeal Angelo Roncalli, patriarca de Veneza, e Giovanni Battista Montini, arcebispo de Milão, dois futuros papas, participaram da cerimônia.
O processo canônico de beatificação de Ramazzotti foi inaugurado em 1978, pelo Papa Paulo VI. Suas diferentes etapas ocorreram em 1987, 1998 e 1999. O Papa Francisco emitiu o decreto pela Congregação para a Causa dos Santos reconhecendo seu grau heroico de virtude em 14 de dezembro de 2015.
Uma escola estadual em Manaus, uma das cidades alcançadas pelo PIME, foi nomeada em sua homenagem.